# Regimiento de Infantería Mecanizado 24
El Regimiento de Infantería Mecanizado 24 "Gral. Jerónimo Costa" (RI Mec 24) es una unidad de infantería del Ejército Argentino con asiento en la guarnición de ejército de Río Gallegos, Provincia de Santa Cruz, y dependiente de la XI Brigada Mecanizada "Brig. Gral. Juan Manuel de Rosas", en el marco de la 3.ª División de Ejército "Tte. Gral. Julio Argentino Roca".

## Historia

### Orgánica
La creación de la unidad fue por decreto del Poder Ejecutivo Nacional del el 27 de junio de 1942. El nombre de la nueva unidad fue Regimiento de Infantería Motorizado Reforzado 24, y el primer jefe fue el mayor Felix Targón. Recibió su bandera de guerra de la comisión Damas de Río Gallegos en diciembre de 1943.
De noviembre de 1963 a diciembre de 1965 la unidad constituyó un Destacamento de Vigilancia.
El 1 de enero de 1981 la unidad cambió el nombre por Regimiento de Infantería Mecanizado 24, e incorporó vehículos blindados M113.

### Operativa
Entre los años 1942 y 1944 mantuvo desplegada una compañía en Río Grande (Tierra del Fuego).

### Agrupación Patagónica
El Regimiento de Infantería Motorizado Reforzado 24 se estableció en la ciudad de Río Gallegos, como guarnición, en los terrenos que hoy ocupa la Sociedad Rural; debiendo destacar a la 3.ª compañía del regimiento en la ciudad de Río Grande (Tierra del Fuego), lo cual hizo entre los años 1942 y 1944. En la mañana del 12 de diciembre de 1943, la unidad recibe de manos de la comisión de “Damas de Río Gallegos” su primera bandera nacional de guerra.
El 1 de octubre de 1943 se creó en Río Gallegos, el 9.º destacamento motorizado con diversas dependencias en Puerto Deseado y San Julián. Se constituyó en base al regimiento 24 de infantería motorizado. Componían el destacamento:
- Comando de 9.º destacamento motorizado
- Regimiento 24 de infantería motorizado
- 9.º Grupo de artillería liviana
- 1.º Compañía de zapadores motorizada

### En operaciones
Se mantuvo involucrado en los enfrentamientos internos durante los años de terrorismo izquierdista, siendo protagonista de la custodia de la prisión de Rawson.
El Regimiento de Infantería Mecanizado 24 integró el Agrupamiento B que se desplazó a la provincia de Tucumán por orden del Comando General del Ejército para reforzar la V Brigada de Infantería que llevaba adelante el Operativo Independencia. El Agrupamiento B se turnaba con los Agrupamientos A y C, creados para el mismo fin.
En 1976 formó la Fuerza de Tareas «Cruz del Sur» junto al Batallón de Ingenieros de Combate 181, que operó en el Área 400.
En el marco de la Operación Soberanía, entre fines de 1978 y principios de 1979 el regimiento fue movilizado a la zona de Río Turbio, custodiando la frontera en ese sector.
Durante la guerra de las Malvinas se mantuvo alistado antes posibles ataques británicos en el continente, también ejerció la seguridad en la Base Aérea Militar Río Gallegos.
Desde 1992 colabora con personal de cuadros y tropas en los despliegues de cascos azules argentinos en las Misiones de Paz de la ONU.
En 1995 fue protagonista de la operación Tormenta Blanca, efectuando apoyo a la comunidad debido a la gran nevada producida en la provincia de Santa Cruz en esos momentos.

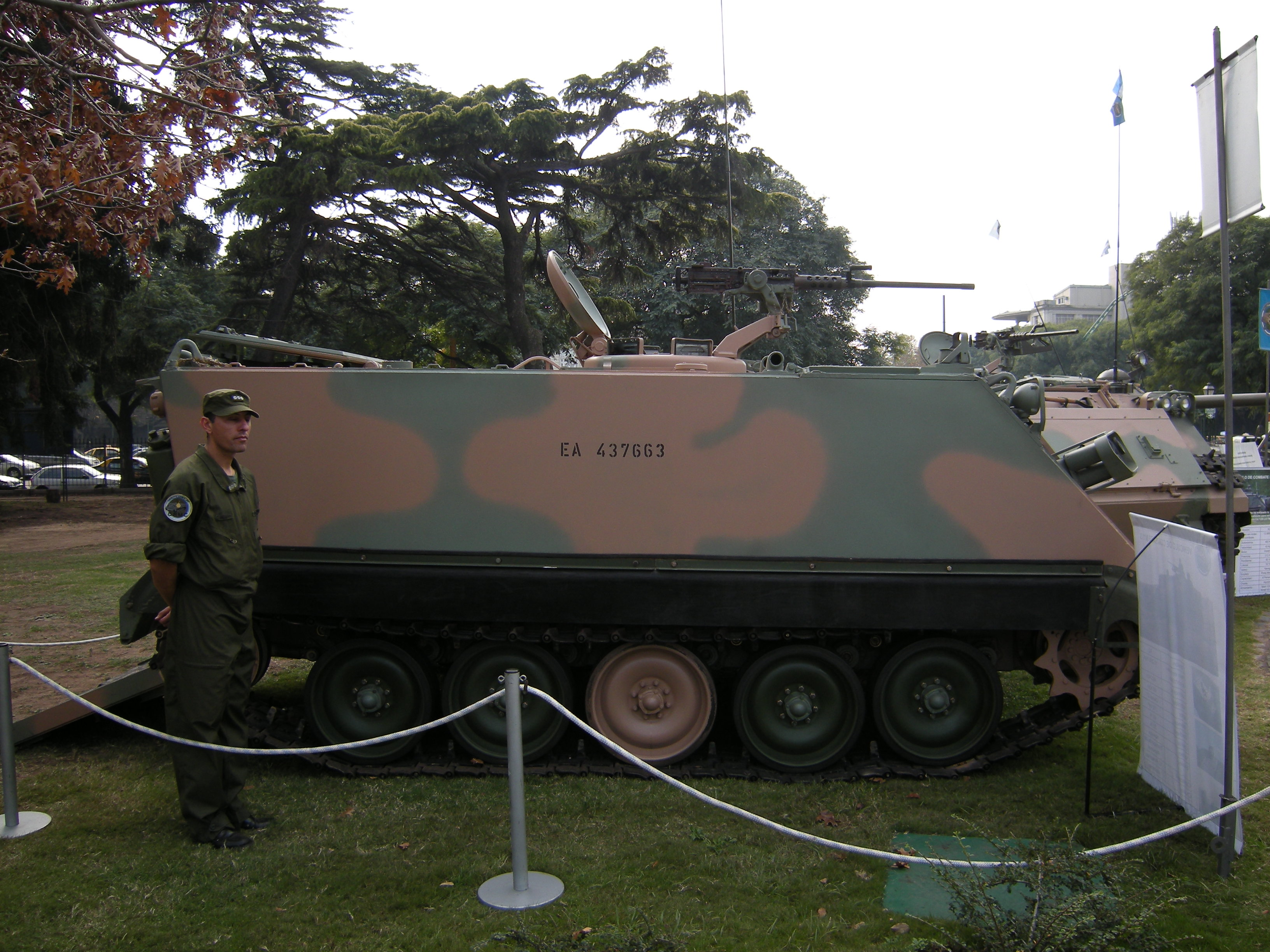
M-113 del Ejército Argentino

Contribuyó durante 2002 en la reparación de los puentes sobre el Río Coyle, los cuales colapsaron tras un deshielo, dejando a Río Gallegos aislada por tierra del resto del país, al cortarse la Ruta Nacional Nro 3.
A principios de 2009 formó parte con sus elementos en el Batallón Conjunto Argentino, la unidad argentina que participa en la misión MINUSTAH de Naciones Unidas en Haití.

## Estructura
- Jefe.
- Plana Mayor.
- Compañía de Infantería Mecanizada «A».
- Compañía de Infantería Mecanizada «B».
- Compañía de Comando y Servicios.
- Banda Militar.